# Países Baixos nos Jogos Olímpicos de Inverno de 1988
Os Países Baixos competiu nos Jogos Olímpicos de Inverno de 1988, realizados em Calgary, Canadá.